# Žalm 108
Žalm 108 („Mé srdce je připraveno, Bože“) je biblický žalm. V překladech, které číslují podle Septuaginty, se jedná o 107. žalm. Žalm je nadepsán těmito slovy: „Píseň, žalm Davidův.“ Podle některých vykladačů toto nadepsání znamená, že žalm byl určen pro krále z Davidova rodu. Tradiční židovský výklad naproti tomu považuje žalmy, které jsou označeny Davidovým jménem, za ty, které sepsal přímo král David.